# 20th Century Blues
20th Century Blues è un album dal vivo della cantante britannica Marianne Faithfull, pubblicato nel 1996.

## Tracce
1. Alabama Song (Kurt Weill, Bertolt Brecht)
2. Want to Buy Some Illusions (Friedrich Holländer)
3. Pirate Jenny (Weill, Brecht, traduz. Frank McGuiness)
4. Salomon Song (Weill, Brecht, traduz. McGuiness)
5. Boulevard of Broken Dreams (Harry Warren, Al Dubin)
6. Complainte de la Seine (Kurt Weill, Maurice Magre)
7. The Ballad of the Soldier's Wife (Weill, Brecht)
8. Intro
9. Mon Ami (My Friend) (Kurt Weill, Paul Green)
10. Falling in Love Again (Friedrich Holländer, Sammy Lerner)
11. Mack the Knife (Weill, Brecht, traduz. McGuiness)
12. 20th Century Blues (Noël Coward)
13. Don't Forget Me (Harry Nilsson)
14. Surabaya Johnny (Brecht, Weill, traduz. Michael Feingold)
15. Outro: Street Singer's Farewell (Weill, Brecht, traduz. McGuiness)